# Islamische Deklaration
Die Islamische Deklaration (bosnisch Islamska deklaracija) ist eine programmatische, panislamisch geprägte Schrift zur religiösen Erneuerung der Muslime, als deren Autor Alija Izetbegović gilt. Sie entstand Mitte der 1960er Jahre in Bosnien und Herzegowina (damals eine Teilrepublik Jugoslawiens) als Gemeinschaftswerk einiger Führer der Mladi Muslimani („Jungmuslime“), wurde aber zunächst nicht veröffentlicht und zirkulierte lediglich in den inneren Kreisen der bosnisch-muslimischen Opposition. 

## Inhalt
Izetbegović verurteilt in der Deklaration unter anderem den Nationalismus als trennendes Instrument und bezeichnet den Kommunismus als inadäquates System. In der polemisch-philosophischen Abhandlung wollte er zunächst dem westlichen Publikum den Islam als Alternative zur Blockkonfrontation des Kalten Krieges anbieten. Im ideologischen Konflikt zwischen Kapitalismus und Sozialismus sei der Islam der „dritte Weg“. Die islamischen Länder könnten nur durch einen Zusammenschluss in Form einer Staatenföderation ihr Überleben sicherstellen. Die islamische Welt befinde sich aber in einem Zustand der Rückständigkeit. Gründe seien einerseits die dogmatische Interpretation der Religion durch konservative Gelehrte und andererseits die unkritische Übernahme westlicher politischer und philosophischer Konzepte wie des Nationalismus. Eine „Wiedergeburt“ sei nötig, das heißt die Herstellung einer islamischen Ordnung als Synthese aus Religion und Politik. Dies solle in Gesellschaften mit islamischer Bevölkerungsmehrheit gewaltfrei erfolgen.

## Geschichte
1970 erschien die Islamische Deklaration erstmals als Buch und fand vor allem in islamischen Staaten größere Aufmerksamkeit. So wurden in Kuwait 100.000 Exemplare in arabischer Sprache gedruckt. In Jugoslawien selbst blieb sie weitgehend unbekannt, bis sie Anfang der 1980er Jahre im Rahmen der staatlichen Maßnahmen gegen die muslimische Opposition bei einer Hausdurchsuchung gefunden wurde.
Der Anklage gegen 13 muslimische Intellektuelle zufolge war die Deklaration ein Manifest für die Schaffung eines muslimischen Staates innerhalb Jugoslawiens. So heißt es darin, es könne „keinen Frieden oder Koexistenz zwischen dem islamischen Glauben und den nicht-islamischen sozialen und politischen Institutionen geben“. Izetbegović erklärte hingegen, dass es in dem Text keine Hinweise auf Bosnien oder Jugoslawien gebe, geschweige denn darauf, dass Bosnien zu einem ethnisch gesäuberten Staat gemacht werden solle. Das Gericht verurteilte ihn im Jahr 1983 zu vierzehn Jahren Haft wegen „Aufrufs zur Zerstörung Jugoslawiens“. Die Strafe wurde nach der Berufung reduziert. 1988 wurde Izetbegović vorzeitig entlassen.
1990 wurde die Islamska deklaracija in einem Neudruck der jugoslawischen Öffentlichkeit zugänglich gemacht und von vielen als politisches Programm für Bosnien-Herzegowina verstanden. Welche Rolle sie tatsächlich für das politische Handeln Izetbegovićs und seiner Partei Stranka Demokratske Akcije (SDA) seit den 1990er Jahren spielte, ist umstritten. 

## Textausgaben
- Alija Izetbegović: Islamska deklaracija. Sarajevo 1990.
- Alija Izetbegović, Peter Gerlinghoff (Hrsg.): Die Islamische Ordnung. Aus dem politischen Programm des bosnischen Präsidenten. Edition Neue Wege, Berlin 1993 (enthält das zweite Kapitel der "Islamischen Deklaration").
- Text in englischer Sprache (PDF-Datei; 6,4 MB); (besser lesbare Alternative, engl.)